# Východní Manyč
Východní Manyč (rusky Восточный Маныч) je řeka v Kalmycku a na hranici Stavropolského kraje v Rusku. Je 141 km dlouhá s dolním tokem obvykle bezodtokým až 200 km. Její povodí má rozlohu 12 500 km². V povodí je 113 jezer o celkové ploše 155 km², z nichž je většina slaná.

## Průběh toku
Pramení na jižních svazích Salsko-Manyčského hřebenu a teče převážně Kumo-Manyčskou propadlinou. Končí v Sostinských jezerech. Zdroj vody je sněhový. Místy řeka systematicky vysychá. Je součástí Kumo-Manyčské vodní soustavy. Přítoky zprava jsou Kalaus, Raguli a Čograj.